# NGC 6015
NGC 6015 is een spiraalvormig sterrenstelsel in het sterrenbeeld Draak. Het hemelobject werd op 2 juni 1788 ontdekt door de Duits-Britse astronoom William Herschel.

## Synoniemen
- UGC 10075
- IRAS15506+6227
- MCG 10-23-3
- ZWG 319.28
- ZWG 298.3
- KARA 710
- PGC 56219